# Fjärdgrund, Umeå
Fjärdgrund är en fyr som står på den lilla ön Fjärdgrundet vid inloppet till Umeå hamn. Den byggdes 1907 i samband med att en ny farled utprickades för insegling till den dåvarande hamnen i industrisamhället Holmsund. Fjärdgrund var angöringsfyren, den fyr som man skulle ta sikte på när man befann sig långt ute till havs. Det var en av de sista bemannade fyrplatserna som anlades i Sverige.
Fyren hette ursprungligen Holmsunds fyr men bytte namn till Fjärdgrund 1922. Den uppfördes som ett runt betongtorn med en linsapparat av andra ordningen. I anslutning till tornet placerades ett bostadshus av trä i två våningar med två tjänstebostäder. Både fyren och bostadshuset ritades av Gerhard Hagström. År 1944 installerades dalén-ljus. Sedan fyren elektrifierats och automatiserats revs bostadshuset 1955. År 1976 försågs det vita fyrtornet med ett brett rött band.